# Heliconia obscuroides
Heliconia obscuroides är en enhjärtbladig växtart som beskrevs av Bengt Lennart Andersson. Heliconia obscuroides ingår i släktet Heliconia och familjen Heliconiaceae. Inga underarter finns listade.